# Leslie Grace
Leslie Grace Martínez (El Bronx, Nueva York; 7 de enero de 1995), conocida como Leslie Grace, es una cantante, actriz y compositora estadounidense. Interpretó a Nina Rosario en la adaptación cinematográfica de Jon M. Chu, In the Heights (2021) basada en el musical ganador del premio Tony de Lin-Manuel Miranda.

## Biografía
Leslie Grace nació el 7 de enero de 1995 en el Bronx, distrito de Nueva York. Se crio y asistió a la escuela en Davie, Florida. Leslie es hija de padres dominicanos.

## Carrera musical

### 2009-2013: Inicios musicales
Su carrera como artista profesional comenzó en 2011, cuando Sergio George de Top Stop Music la descubrió con apenas 16 años e inmediatamente lanzó sus tres primeros sencillos internacionales. El primero fue «Will You Still Love Me Tomorrow», un cover bilingüe en versión bachata del éxito de 1961 de las Shirelles, coescrita por Carole King. Su versión alcanzó el número uno, tanto en los Billboard Tropical Songs como en el Billboard Latin Airplay, convirtiéndola en la artista femenina más joven en lograrlo. El segundo sencillo fue «Day 1», coescrito con su amigo y colaborador Rey King, que alcanzó estar en el top de la lista Tropical Airplay de Billboard. Como tercer sencillo lanza otra versión bachata de «Be My Baby» de las Ronettes, un tema compuesto en español y en inglés del clásico de los años 1960.
En 2009, lanzó su primer álbum de estudio Pasión, del cual Leslie coescribió múltiples temas. Se presentó en 2013 en la presentación en la isla caribeña de Curazao en North Sea Jazz Festival, y el tour por Estados Unidos con el director musical Rayner Marrero y varios músicos de bachata. Ese mismo año, fue nominada en la 14.ª entrega anual de los Premios Grammy Latinos (en la cual cantó junto al elenco de Zarkana de Cirque du Soleil),[cita requerida] Artista tropical femenina del año y Álbum tropical del año en la 26.ª entrega anual de Premio Lo Nuestro.[cita requerida]

### 2015-2017:Lloviendo Estrellas
En el 2014, también obtuvo nominaciones en los premios Billboard en las categorías de Nuevo artista del año y Hot Latin Songs, Artista del año, femenino. En 2015, firmó un contrato con Sony Music Latin, sello para el cual debutó el 18 de mayo de ese año con «Como duele el silencio», primer sencillo de su tercer álbum Lloviendo Estrellas publicado el 23 de junio de 2015.[cita requerida]
A mediados de 2016, participó como capitana del reality show de Univisión Va por ti junto a Luis Coronel, Chiquis Rivera y la conductora Galilea Montijo. Tras lanzar junto a Maluma el sencillo «Aire», realizaron una gira de 14 conciertos por México. En el mismo año lanzó el sencillo «Nada de amor".[cita requerida]
En enero de 2017, colaboró junto al dúo Play-N-Skillz, Wisin y Frankie J en la versión estilo reguetón de la canción de Selena, «Si una vez». Y en febrero del mismo año estuvo nominada a los Premios Lo Nuestro en la categoría Artista Femenino del Año - Pop/Rock.

### 2018-presente: Nuevas colaboraciones, debut cinematográfico
A finales de febrero y principios de marzo de 2018, a través de su historial de Instagram subió una imagen con el líder de la banda pop coreana Super Junior, en el cual, junto al dúo Play-N-Skillz realizaron una colaboración con la boyband llamada «Lo siento». La canción salió el 12 de abril, en el nuevo álbum de Super Junior. En 2018, se presentó en el show de Don Francisco, en la Teletón Chile y en el cierre de la misma en el Estadio Nacional de Chile.[cita requerida]
El 11 de abril de 2019, se anunció que interpretaría a Nina Rosario en la adaptación cinematográfica de 2021 del musical ganador del premio Tony de Lin-Manuel Miranda, In the Heights. La película recibió una aclamación casi universal y muchos la citaron como una de las mejores películas del año. Grace recibió elogios de los críticos, incluido David Ehrlich de IndieWire, quien escribió que ella «brilló» en el papel. K. Austin Collins de Rolling Stone escribió: «Su mayor logro es que tiene éxito como el vehículo estrella que Hollywood parecía exigir». El 21 de julio de 2021, Grace fue elegida como Bárbara Gordon / Batgirl en Batgirl de HBO Max. Posteriormente los estudios Warner Bros Discovery confirmaron que la película había sido cancelada pocos meses antes de su estreno, quedándose en la etapa de posproducción.

## Filmografía
| Año  | Título         | Papel                    | Notas     | Ref.   |
| ---- | -------------- | ------------------------ | --------- | ------ |
| 2021 | In the Heights | Nina Rosario             |           | [ 11 ] |
| 2025 | Batgirl        | Bárbara Gordon / Batgirl | Cancelada | [ 13 ] |

## Discografía

### Álbumes de estudio
- 2009: Pasión
- 2013: Leslie Grace

### EPs
- 2015: Lloviendo Estrellas

### Sencillos

#### Sencillos como artista principal
| 2012                                                                           | «Will You Still Love Me Tomorrow»          | 3  | 1  | 3  | 1  | —  | — | —  | —  | — | —  |                                                     |
| 2012                                                                           | «Day 1»                                    | 21 | 23 | 12 | 1  | —  | — | —  | —  | — | —  |                                                     |
| 2013                                                                           | «Be My Baby»                               | 8  | 2  | 6  | 6  | —  | — | —  | —  | — | —  |                                                     |
| 2014                                                                           | «Odio no odiarte»                          | —  | —  | —  | 9  | —  | — | —  | —  | — | —  |                                                     |
| 2014                                                                           | «Nadie como tú»                            | —  | —  | —  | 11 | —  | — | —  | —  | — | —  |                                                     |
| 2015                                                                           | «Cómo duele el silencio»                   | —  | —  | 29 | 1  | —  | — | —  | —  | — | —  |                                                     |
| 2016                                                                           | «Aire» (con Maluma)                        | —  | —  | 25 | 10 | —  | — | —  | —  | — | —  |                                                     |
| 2016                                                                           | «Nada de amor»                             | —  | —  | —  | —  | —  | — | —  | —  | — | —  |                                                     |
| 2017                                                                           | «Díganle» (con Becky G o remix con CNCO)   | 36 | —  | 30 | —  | 34 | — | 69 | —  | — | 39 | - RIAA: 2× Platino                                  |
| 2017                                                                           | «Dulce» (con Wisin)                        | —  | —  | —  | —  | —  | — | —  | —  | — | —  |                                                     |
| 2018                                                                           | «Duro y suave» (con Noriel)                | 49 | 36 | 28 | —  | 31 | 2 | 8  | 12 | 7 | —  | - PROMUSICAE: 3× Platino - RIAA: 2× Platino (Latin) |
| 2018                                                                           | «Fuego» (con MYA)                          | —  | —  | —  | —  | 90 | — | —  | —  | — | —  |                                                     |
| 2018                                                                           | «De Lunes a Jueves» (con Farina)           | —  | —  | —  | —  | —  | — | —  | —  | — | —  |                                                     |
| 2018                                                                           | «Still New York» (con Max y Joey Badass)   | —  | —  | —  | —  | —  | — | —  | —  | — | —  |                                                     |
| 2019                                                                           | «Sola» (con Justin Quiles y Play-N-Skillz) | —  | —  | —  | —  | —  | — | —  | —  | — | —  |                                                     |
| 2019                                                                           | «Qué será» (con Abraham Mateo)             | —  | —  | —  | —  | —  | — | —  | —  | — | —  |                                                     |
| 2021                                                                           | «Bachatica»                                | —  | —  | —  | —  | —  | — | —  | —  | — | —  |                                                     |
| «—» indica que el sencillo no fue lanzado o no se posicionó en ese territorio. |                                            |    |    |    |    |    |   |    |    |   |    |                                                     |

#### Sencillos como artista invitada
| 2016                                                                           | «Si una vez (If I Once)» (con Play-N-Skillz, Frankie J, Wisin) | 22 | 34 | 15 | —  | —  | —  | - RIAA: 2× Platino (Latin)                                                      |
| 2018                                                                           | «Mi mala (Remix)» (con Mau y Ricky, Karol G, Lali, Becky G)    | 38 | 33 | 21 | 10 | 68 | 57 | - CAPIF: Oro - UNIMPRO: 4× Platino - PROMUSICAE: Oro - RIAA: 3× Platino (Latin) |
| 2018                                                                           | «Lo siento» (con Super Junior)                                 | —  | —  | —  | —  | —  | —  |                                                                                 |
| «—» indica que el sencillo no fue lanzado o no se posicionó en ese territorio. |                                                                |    |    |    |    |    |    |                                                                                 |

## Premios y nominaciones
| Año  | Premios            | Trabajo nominado         | Categoría                          | Resultado | Ref    |
| ---- | ------------------ | ------------------------ | ---------------------------------- | --------- | ------ |
| 2013 | Grammy Latinos     | Leslie Grace             | Mejor álbum tropical contemporáneo | Nominada  | [ 33 ] |
| 2013 | Premios Lo Nuestro | Leslie Grace             | Artista femenina tropical          | Nominada  | [ 34 ] |
| 2013 | Premios Billboard  | Ella misma               | Artista del año                    | Nominada  | [ 35 ] |
| 2014 | Premios Lo Nuestro | Leslie Grace             | Álbum tropical                     | Nominada  | [ 36 ] |
| 2014 | Premios Lo Nuestro | Ella misma               | Artista femenina tropical          | Nominada  |        |
| 2014 | Premios Billboard  | Ella misma               | Artista del año debut              | Nominada  | [ 37 ] |
| 2014 | Premios Billboard  | Ella misma               | Artista femenina del año           | Nominada  | [ 6 ]  |
| 2015 | Grammy Latinos     | Lloviendo Estrellas      | Mejor álbum tropical contemporáneo | Nominada  | [ 38 ] |
| 2015 | Grammy Latinos     | «Como duele el silencio» | Mejor canción Tropical             | Nominada  | [ 38 ] |
| 2015 | Premios Lo Nuestro | Ella misma               | Artista femenina tropical          | Nominada  | [ 39 ] |
| 2016 | Premios Lo Nuestro | Ella misma               | Artista femenina tropical          | Ganadora  | [ 40 ] |
| 2018 | KCA México         | «Lo siento»              | Mejor colaboración                 | Ganadora  | [ 41 ] |